# Лекріца-Маре
Лекріца-Маре (рум. Lăcrița Mare) — село у повіті Долж в Румунії. Входить до складу комуни Робенешть.
Село розташоване на відстані 168 км на захід від Бухареста, 14 км на схід від Крайови.

## Населення
За даними перепису населення 2002 року у селі проживали 520 осіб, усі — румуни. Усі жителі села рідною мовою назвали румунську.